# Jaka to melodia?
Jaka to melodia? – polski teleturniej o tematyce muzycznej oparty na amerykańskim formacie Name That Tune, emitowany na antenie TVP1 od 4 września 1997 roku.
Program realizowany jest w studiu 5 bloku F mieszczącym się w siedzibie Telewizji Polskiej w Warszawie.

## Zasady programu
By wziąć udział w teleturnieju, uczestnik musi zgłosić się na eliminacje w miejscu i czasie ogłoszonym przez organizatorów. W trakcie selekcji wypełnia ankietę oraz przechodzi rozmowę kwalifikacyjną połączoną z testem muzycznym. Organizatorzy nie pokrywają kosztów związanych z udziałem w eliminacjach.
Zadaniem uczestników zakwalifikowanych do odcinka jest rozpoznawanie na czas utworów muzycznych i podanie ich tytułów. W każdym odcinku teleturnieju bierze udział 3 uczestników. Gra składa się z czterech rund.

### Reguły gry (od 2022[g])

#### Runda 1.
Jeden z graczy wybiera jedną spośród pięciu zagadek (w odcinkach specjalnych – najczęściej siedmiu, z rzadka pięciu). Stawka początkowa za każdą z nich to 100 zł. Po dokonaniu wyboru odtwarzana jest okołopiętnastosekundowa aranżacja linii melodycznej utworu, którego tytuł zawodnicy muszą rozpoznać. Nagroda za odpowiedź zwiększa się co nieco ponad sekundę o 10 zł (maksymalnie do 200 zł). Osoba, która jako pierwsza zasygnalizuje, że zna utwór (poprzez naciśnięcie przycisku znajdującego się na pulpicie), otrzymuje prawo do odgadnięcia tytułu. Jeżeli uczestnik poda prawidłowy tytuł, na jego konto wpływa stawka, na której zatrzymał się licznik. Kolejną zagadkę wybiera gracz, który jako ostatni odpowiedział poprawnie. W przypadku, gdy żaden zawodnik nie zgłosi się do odpowiedzi, nagroda nie jest przyznawana nikomu.
Jeżeli któryś z zawodników odpowie błędnie lub nie poda odpowiedzi w ciągu 5 sekund, wówczas nie bierze udziału w dalszym odgadywaniu tej samej i następnej zagadki. Jeśli wszyscy zawodnicy udzielą błędnej odpowiedzi na tę samą zagadkę (lub zgłoszą się, ale nie odpowiedzą w czasie), to wszyscy wracają do gry na następną zagadkę. Jeśli w związku z popełnionym w poprzedniej kolejce błędem zagadkę odgaduje tylko dwóch graczy i obaj się pomylą, to kolejną zagadkę odgaduje tylko powracający po błędzie gracz (to samo dzieje się, gdy gra jeden uczestnik).
Po zadaniu wszystkich zagadek rozgrywana jest runda druga, do której przechodzą wszyscy zawodnicy.

#### Runda 2.
Druga runda odbywa się na podobnych zasadach, co pierwsza. Różnicami w stosunku do rundy pierwszej są: wysokość stawki początkowej – 200 zł, zmniejszanie się stawki co nieco ponad sekundę o 10 zł (do 100 zł) oraz mniejsza liczba zagadek – trzy (w odcinkach specjalnych pięć, choć z rzadka tylko trzy).
Po rundzie drugiej odpada uczestnik z najniższym stanem konta. Zachowuje on dotychczasową wygraną.
Jeśli w wyniku remisu nie ma jednej osoby z najniższym stanem konta, to o awansie do rundy trzeciej decyduje dogrywka – dodatkowe hasło ze stawkami obowiązującymi w rundzie drugiej. Jeśli remis występuje między dwoma graczami, to kategorię zagadki wybiera trzeci gracz (który nie bierze udziału w zgadywaniu).

#### Runda 3.
Zawodnicy wybierają zagadki naprzemiennie spośród sześciu (ponumerowanych od 1 do 6). Gracz, który zdobył więcej pieniędzy po dwóch rundach licytuje pierwszy (nie dotyczy to osoby, która weszła do trzeciej rundy w wyniku dogrywki). Gdy dwóch graczy ma taką samą ilość pieniędzy, o tym, kto będzie rozstawiony, decyduje losowanie, które odbywa się poza kamerą.
Po wybraniu numerka na tablicy pojawia wykonawca utworu, który należy odgadnąć, a następnie prowadzący czyta podpowiedź naprowadzającą na poprawną odpowiedź. Rozgrywka w rundzie trzeciej opiera się na licytacji: gracze deklarują liczbę nut, która wystarczy im do odgadnięcia tytułu. Najwyższa liczba nut, jaką można zadeklarować to 7, a najniższa to 1. Licytacja trwa tak długo, aż któryś z zawodników zdecyduje się na jedną nutę lub dobrowolnie zrezygnuje z odgadywania. Za prawidłową odpowiedź zawodnik wygrywa 200 zł, w przypadku błędnej odpowiedzi 200 zł zdobywa przeciwnik. Gdyby jednak uzyskanie tych pieniędzy oznaczało wejście do finału, to wówczas uczestnik musi odgadnąć tytuł po liczbie nut, którą sam uprzednio zaproponował, a jeżeli nie brał udziału w licytacji, to po 7 nutach utworu. Osoba, która jako pierwsza zdobędzie przynajmniej 600 zł, przechodzi do rundy finałowej, jej przeciwnik natomiast kończy grę z dotychczasową wygraną i nagrodą pocieszenia.
Jedna z zagadek (pod losowym numerem) jest trudniejsza – prowadzący informuje wyłącznie o tym, czy zgadywany utwór jest polski, czy zagraniczny oraz kto go wykonuje: kobieta, mężczyzna, duet czy zespół. Ta zagadka warta jest 400 zł – tych pieniędzy nie można zdobyć z błędu przeciwnika.
W odcinkach specjalnych przy jednej z zagadek może pojawić się dodatkowy bonus w postaci 100 zł (co razem daje 300 zł za pytanie). W odcinkach przedstawiających rywalizację dwóch drużyn znaczenie mają stany kont po drugiej rundzie. Drużyna, która po pierwszych dwóch rundach będzie bogatsza, zyska możliwość wybrania reprezentantów obu drużyn do rundy trzeciej (i potencjalnie rundy czwartej), a także zdobędzie możliwość usłyszenia jednej dodatkowej (co najwyżej ósmej) nuty przy dowolnym (ale tylko jednym) utworze w trzecim etapie.

#### Runda 4. – finał
W finale zawodnik musi odgadnąć siedem utworów w ciągu 30 sekund. Jeśli myśli, że zna utwór, to naciska przycisk na pulpicie – zegar jest zatrzymywany, a uczestnik podaje odpowiedź. W przypadku, gdy gracz nie zna tytułu, wstrzymuje zegar i informuje prowadzącego, by przejść do następnego utworu. Za każdą prawidłowo odgadniętą zagadkę zawodnik dostaje 250 zł. Jeśli uczestnik ominął którąś piosenkę, po przesłuchaniu numeru siódmego może do niej powrócić. W przypadku udzielenia choć jednej błędnej odpowiedzi, gra się automatycznie kończy, a gracz pozostaje z dotychczas zebraną kwotą. Za odgadnięcie wszystkich siedmiu tytułów zawodnik zdobywa nagrodę główną – 10 tys. zł (doliczane do stanu konta). Dotarcie do finału odcinka gwarantuje udział w następnym odcinku, chyba że uczestnik wystąpił w trzech kolejnych wydaniach – wtedy kończy grę.

#### Uznawanie odpowiedzi
- Za poprawny tytuł piosenki uznaje się nazwę zgłoszoną przez autorów w ZAiKS-ie lub w inny sposób potwierdzoną przez ZAiKS (bądź zagraniczne organizacje zbiorowego zarządzania prawami autorskimi)[6]. Możliwe jest również używanie tzw. tytułów obiegowych[6].
- Przy uznawaniu odpowiedzi obowiązuje zasada lepiej powiedzieć więcej niż mniej, co oznacza, że odpowiedzi uznaje się wtedy, kiedy w wypowiedzi zawodnika zawarty jest pełny tytuł piosenki[6].
- W przypadku piosenek obcojęzycznych uczestnik może podać polskie tłumaczenie tytułu[6] (nie dotyczy to piosenek polskojęzycznych z obcojęzycznymi tytułami).
- W przypadku piosenek zagranicznych uczestnik musi wypowiedzieć tytuł poprawnie pod względem fonetycznym bądź wykazać się znajomością pisowni tytułu utworu[6].
- Dopuszcza się drobną zmianę szyku wyrazów[6].

### Zmiany zasad w historii programu

#### Zmiany zasad ogólnych
- W odcinkach specjalnych zazwyczaj obowiązują zmodyfikowane reguły względem odcinków zwykłych. Przykładowo: w odcinku specjalnym z grudnia 2003, którego uczestnikami byli Krzysztof Krawczyk, Maryla Rodowicz i Jacek Wójcicki, wszystkie stawki w grze były podwojone.
- Od stycznia 2004 do czerwca 2005 obowiązywała zasada bij mistrza, dzięki której zawodnik grał tak długo, aż ktoś go pokonał. We wrześniu 2005 powrócono jednak do reguły trzech kolejnych odcinków.
- Uznawanie tytułów obiegowych wprowadzono w styczniu 2020.
- Odcinki z dwiema drużynami wprowadzono we wrześniu 2018; ich realizację zawieszono wiosną 2020.

#### Zmiany zasad rund pierwszej i drugiej
- Od września 1997 do grudnia 1999 w pierwszych dwóch rundach zawodnicy wybierali od pięciu do siedmiu zagadek muzycznych spośród 16 zagadek podzielonych na cztery kategorie. System pięciu haseł wprowadzono w styczniu 2000 roku[potrzebny przypis].
- Od września do października 1997 każda z czterech kategorii miała cztery zagadki warte tyle samo pieniędzy, lecz każda z kategorii miała inną stawkę: 25, 50, 75 lub 100 zł.
- Od listopada 1997 do listopada 2004 w pierwszej rundzie w każdej z czterech kategorii do wyboru były cztery różne kwoty pieniężne do wygrania: 25, 50, 75, 100 zł. W drugie rundzie stawki były podwojone: 50, 100, 150, 200 zł.
- Od września 1997 do listopada 1998 stawki rundy pierwszej w ciągu 15-sekundowej prezentacji rosły o 80%. Stawki w poszczególnych kategoriach rundy drugiej były dwa razy wyższe, lecz podczas wysłuchiwania 15-sekundowych prezentacji malały o 40%. Wzrost o 100% lub spadek o 50% wprowadzono w listopadzie 1998.
- Od września 1997 do czerwca 2007 stawki rosły w pierwszej rundzie co 20% stawki podstawowej, a w drugiej rundzie malały co 10% stawki podstawowej. Wzrost co 10% i spadek co 5% wprowadzono we wrześniu 2007.
  - Uwaga: trzy szybkie malały o 1/3 stawki początkowej (do 200 zł) co 1/30 stawki początkowej (co 10 zł).
- Od października 2006 do listopada 2008 w finałach miesiąca zawodnicy odgadywali po osiem zagadek.
- Od grudnia 2008 do ok. 2011 pod koniec drugiej rundy zawodnicy odgadywali trzy szybkie. Podstawowa nagroda za ich odgadnięcie to 200 zł (początkowo 300 zł). Stawka zmniejszała się co nieco ponad sekundę o 10 zł do 100 zł (początkowo 200 zł).
- We wrześniu i październiku 2007 w drugiej rundzie zawodnicy losowali zagadki za pomocą wirtualnej ruletki. Zawodnik zatrzymywał ruletkę, ta zaś wskazywała kategorię. Szybko jednak zrezygnowano z tej zasady.
- Od września 2018 do grudnia 2021 istniała możliwość zakupu gwarancji pod koniec pierwszej rundy. Otrzymywał ją ten gracz, który wcisnął przycisk jako pierwszy; jeśli żaden uczestnik nie wcisnął przycisku w ciągu sześciu sekund, to nikt jej nie otrzymywał. Koszt gwarancji wynosił 200 zł (początkowo 300 zł); zawodnik nie musiał jednak dysponować taką kwotą w momencie zakupu, gdyż rozliczenie odbywało się dopiero po zakończeniu rundy drugiej, ale jeśli zawodnik, który zdecydował się na gwarancję nie uzyskał wymaganej kwoty do końca drugiej rundy, to automatycznie kończył grę bez niczego, bez względu na stan konta przeciwników. Do rundy trzeciej przechodziły dwie osoby, które w pierwszej i drugiej rundzie (łącznie) zdobyły najwięcej pieniędzy, chyba że któryś z graczy wykupił gwarancję pod koniec pierwszego etapu i po zakończeniu drugiej rundy miał wystarczającą ilość środków na koncie, by się z niej rozliczyć[7]. Uczestnik, który zdobył najmniej pieniędzy lub gracz, który kupił gwarancję, lecz nie miał na koncie przynajmniej 200 zł, kończył grę[7]. Uczestnik bez gwarancji mógł zachować dotychczasową wygraną[7], ale osoba, która nie była w stanie rozliczyć się z gwarancji traciła wszystkie pieniądze.
- We wrześniu 2018 zmniejszono liczbę zagadek w rundzie drugiej – z pięciu do trzech. Ponadto w odcinkach specjalnych zwiększono liczbę zagadek w pierwszej rundzie do siedmiu (czasem pojawia się pięć); w drugiej rundzie pozostawiono pięć (czasem pojawiają się trzy).

#### Zmiany zasad rundy trzeciej
- Od września 1997 do czerwca 1998 zawodnicy odgadywali utwory po usłyszeniu 5-sekundowych fragmentów muzycznych, wybranych przez przeciwnika z listy, która obejmowała sześcioro wykonawców.
- Od czerwca do października 1998 na tablicy znajdowało się sześcioro wykonawców, a prowadzący każdorazowo czytał podpowiedź.
- Od października 1998 do maja 2000 na tablicy znajdowało się sześć podpowiedzi, a Robert Janowski podawał wykonawcę utworu.
- W maju 2000[potrzebny przypis] wprowadzono tablicę wyświetlającą 6 cyfr, a jakiekolwiek wskazówki – dopiero po wybraniu numerka.
- Do grudnia 2002 pierwszą zagadkę odgadywał ten zawodnik, który po pierwszych dwóch rundach miał mniej pieniędzy. Potem odwrócono tę zasadę.
- Od 19 czerwca do 1 października 2007 pokazywano telewidzom układ wszystkich (także tych niewykorzystanych) haseł w rundzie trzeciej.
- Bonus (100 zł) w odcinkach specjalnych wprowadzono we wrześniu 2018 roku.
- We wrześniu 2018 wartość zagadki nr 6 wzrosła do 400 zł, ale jej odgadnięcie stało się trudniejsze, ponieważ jedyną podpowiedzią dla graczy jest informacja o wykonawcy (w postaci kobieta / mężczyzna / duet / zespół oraz polski przebój / zagraniczny przebój).
- W styczniu 2022 trudniejsza zagadka zaczęła pojawiać się pod losowym numerem (niekoniecznie szóstym); uniemożliwiono także zarobienie 400 zł z błędu przeciwnika (co przedtem było możliwe).

### Wielokrotny udział
Regulamin programu umożliwia udział zawodnika, który wystąpił wcześniej w programie. Okres karencji jest zmienny i wynosi od kilku miesięcy do paru lat. Dla zawodników, którzy nie zakwalifikowali się do finału miesiąca, wynosi on pół roku od ostatniego występu w teleturnieju. Finalista odcinka ma prawo zagrać w następnym wydaniu programu, aż do występu w trzech kolejnych odcinkach.

#### Finał miesiąca
W lipcu 1999 wprowadzono tzw. finał miesiąca, do którego przechodzi trzech zawodników z najlepszymi wynikami finansowymi zdobytymi w danym miesiącu. Do grudnia 2018 nagrodą główną finału miesiąca był samochód osobowy i 10 tys. zł, a od stycznia 2019 jest nią 80 tys. zł.
Do końca 2002 obowiązywała zasada kumulacji. Oznaczało to, że w przypadku niewygrania samochodu w jednym miesiącu, przechodził on do puli nagród następnego miesiąca (lipiec 1999–styczeń 2002). W okresie kumulacji troje zawodników wygrało w finale miesiąca po trzy samochody osobowe, a pięcioro po dwa autazł.
Kilkakrotnie finał miesiąca obejmował dwa miesiące kalendarzowe. Były to: wrzesień i październik 2001, luty i marzec 2002, sierpień i wrzesień 2004, maj i czerwiec 2010, kwiecień i maj 2020.
Finały miesiąca, które się nie odbyły:
- lipiec 2001, sierpień 2001, wrzesień 2001 – przerwa wakacyjna spowodowana wyborami do parlamentu i emisją audycji wyborczych,
- luty 2002 – z powodu transmisji z Zimowych Igrzysk Olimpijskich,
- sierpień 2004 – z powodu transmisji z Letnich Igrzysk Olimpijskich,
- luty 2010 – z powodu transmisji Zimowych Igrzysk Olimpijskich (w tym miesiącu emitowane były powtórki odcinków specjalnych).

Od 2005 z powodu wakacyjnych przerw w emisji nie odbywają się finały lipca i sierpnia (od 2011 także czerwca, z wyjątkiem 2020).

#### Finał roku
W 2003 wprowadzono tzw. finał roku, w którym biorą udział trzy osoby z największą sumą pieniędzy wygranych w danym roku kalendarzowym. W przypadku kilku startów w jednym roku pod uwagę bierze się występ z wyższą sumą wygranych. Nagrodą główną finału roku do 1 stycznia 2018 roku było 10 tys. zł i samochód osobowy; od 1 stycznia 2019 zwycięzca otrzymuje 80 tys. zł. Lista zwycięzców finałów roku znajduje się w sekcji Zwycięzcy finałów roku.
Okazjonalnie odbywają się dodatkowe turnieje dla najlepszych graczy z wielu lat.

### Odcinki specjalne
W teleturnieju biorą udział również goście specjalni, także gwiazdy i celebryci. Pierwszy odcinek specjalny wyemitowano 11 listopada 1998. W latach 1998–2003 świętowano Wielkanoc, Poniedziałek Wielkanocny, Boże Narodzenie, Drugi Dzień Świąt czy Sylwester. Od stycznia do czerwca 2005 odcinki specjalne emitowano co tydzień w każdy poniedziałek. Po przerwie wakacyjnej w 2005 powrócono do emisji w święta. Od października 2006 odcinki specjalne są emitowane w większość sobót (o ile teleturniej jest w te dni nadawany), niedziel i świąt. Wygrane z odcinków specjalnych są z reguły przekazywane na cele charytatywne.

## Prowadzący
W zdjęciach próbnych do programu jako prowadzący wziął udział Maciej Kurzajewski. Pierwsze kilkanaście niewyemitowanych ostatecznie odcinków nagrał Jacek Borkowski. Ofertę prowadzenia teleturnieju otrzymał także Rafał Rykowski, twórca telegry Piraci, jednak odrzucił propozycję, ponieważ czuł się niekompetentny do prowadzenia programu muzycznego. Od początku emisji teleturnieju we wrześniu 1997 aż do czerwca 2018 gospodarzem teleturnieju był Robert Janowski, przy czym w kwietniu 2001 w zastępstwie za piosenkarza sześć odcinków programu poprowadził Jacek Borkowski.
Latem 2018, w powiązaniu m.in. ze zmianą producenta programu i planowanym odświeżeniem formuły teleturnieju, Robert Janowski zrezygnował z funkcji gospodarza programu, a rolę prowadzącego przejął Norbert „Norbi” Dudziuk. 7 września 2019 został wyemitowany pierwszy odcinek teleturnieju z Rafałem Brzozowskim jako prowadzącym; media informowały o możliwym angażu Rafała Brzozowskiego jeszcze przed rezygnacją Roberta Janowskiego.
W 2024 Robert Janowski powrócił do roli gospodarza programu. 8 grudnia 2024 wyemitowano odcinek, w którym Janowski brał udział jako uczestnik, w związku z czym funkcje prowadzącego przejęli Aleksandra Radwan oraz Hubert Sobiecki. 

## Emisja w telewizji
Uwaga: tabela przedstawia wyłącznie informacje dotyczące pierwszej emisji telewizyjnej odcinków.
| Sezon | Sezon     | Daty emisji      | Daty emisji      | Daty emisji   | Pora emisji (z reguły) | Pora emisji (z reguły) | Pora emisji (z reguły) | Pora emisji (z reguły) | Pora emisji (z reguły) | Pora emisji (z reguły) | Pora emisji (z reguły) | Pora emisji (z reguły)        | Pora emisji (z reguły) |
| Sezon | Sezon     | Początek emisji  | Koniec emisji    | Źr.           | PN                     | WT                     | ŚR                     | CZ                     | PT                     | SO                     | ND                     | Okres                         | Źr.                    |
| ----- | --------- | ---------------- | ---------------- | ------------- | ---------------------- | ---------------------- | ---------------------- | ---------------------- | ---------------------- | ---------------------- | ---------------------- | ----------------------------- | ---------------------- |
| 1.    | 1997/1998 | 4 września 1997  | emisja ciągła    | brak          | —                      | —                      | —                      | 17.25                  | 17.25                  | 17.25                  | —                      | od 4 IX 1997 do VI 1999       | brak                   |
| 2.    | 1998/1999 | emisja ciągła    | emisja ciągła    | brak          | —                      | —                      | —                      | 17.25                  | 17.25                  | 17.25                  | —                      | od 4 IX 1997 do VI 1999       | brak                   |
| 2.    | 1998/1999 | emisja ciągła    | emisja ciągła    | brak          | 18.00                  | 18.00                  | 18.00                  | 18.00                  | —                      | —                      | —                      | od VI 1999 do VIII/IX 1999    | brak                   |
| 3.    | 1999/2000 | emisja ciągła    | emisja ciągła    | brak          | —                      | —                      | —                      | 17.25                  | 17.25                  | 17.25                  | —                      | od VIII/IX 1999 do VI 2000    | brak                   |
| 3.    | 1999/2000 | emisja ciągła    | emisja ciągła    | brak          | 17.25                  | 17.25                  | 17.25                  | 17.25                  | —                      | —                      | —                      | od VI 2000 do VIII/IX 2000    | brak                   |
| 4.    | 2000/2001 | emisja ciągła    | czerwiec 2001    | brak          | 18.05                  | 18.05                  | 18.05                  | 18.05                  | 18.05                  | —                      | —                      | od VIII/IX 2000 do XI 2000    | brak                   |
| 4.    | 2000/2001 | emisja ciągła    | czerwiec 2001    | brak          | 18.00                  | 18.00                  | 18.00                  | 18.00                  | —                      | —                      | —                      | XI 2000                       | brak                   |
| 4.    | 2000/2001 | emisja ciągła    | czerwiec 2001    | brak          | 18.00                  | 18.00                  | 18.00                  | —                      | —                      | —                      | —                      | od XI 2000 do VI 2001         | brak                   |
| 5.    | 2001/2002 | wrzesień 2001    | emisja ciągła    | brak          | —                      | —                      | —                      | —                      | ok. 18.30              | ok. 18.30              | ok. 18.30              | od IX 2001 do VI 2004         | brak                   |
| 6.    | 2002/2003 | emisja ciągła    | emisja ciągła    | brak          | —                      | —                      | —                      | —                      | ok. 18.30              | ok. 18.30              | ok. 18.30              | od IX 2001 do VI 2004         | brak                   |
| 7.    | 2003/2004 | emisja ciągła    | lip/sie 2004     | brak          | —                      | —                      | —                      | —                      | ok. 18.30              | ok. 18.30              | ok. 18.30              | od IX 2001 do VI 2004         | brak                   |
| 7.    | 2003/2004 | emisja ciągła    | lip/sie 2004     | brak          | —                      | —                      | —                      | —                      | —                      | 18.30                  | 18.30                  | od VI 2004 do VII/VIII 2004   | brak                   |
| 8.    | 2004/2005 | wrzesień 2004    | czerwiec 2005    | brak          | —                      | ok. 18.00              | ok. 18.00              | ok. 18.00              | —                      | —                      | —                      | od IX 2004 do X 2004          | brak                   |
| 8.    | 2004/2005 | wrzesień 2004    | czerwiec 2005    | brak          | ok. 18.00              | ok. 18.00              | ok. 18.00              | ok. 18.00              | —                      | —                      | —                      | od X 2004 do VI 2005          | brak                   |
| 9.    | 2005/2006 | wrzesień 2005    | czerwiec 2006    | brak          | 18.00                  | 18.00                  | 18.00                  | 18.00                  | —                      | —                      | —                      | od IX 2005 do 21 IX 2006      | brak                   |
| 10.   | 2006/2007 | 4 września 2006  | 24 czerwca 2007  | [ 18 ]        | 18.00                  | 18.00                  | 18.00                  | 18.00                  | —                      | —                      | —                      | od IX 2005 do 21 IX 2006      | [ 18 ]                 |
| 10.   | 2006/2007 | 4 września 2006  | 24 czerwca 2007  | [ 18 ]        | 18.00                  | 18.00                  | 18.00                  | 18.00                  | —                      | —                      | 17.25                  | od 25 IX 2006 do 13 V 2007    | [ 18 ]                 |
| 10.   | 2006/2007 | 4 września 2006  | 24 czerwca 2007  | [ 18 ]        | 18.00                  | 18.00                  | 18.00                  | 18.00                  | 18.00                  | —                      | —                      | od 14 V 2007 do 24 VI 2007    | [ 18 ]                 |
| 11.   | 2007/2008 | 3 września 2007  | 22 czerwca 2008  | [ 18 ]        | 18.00                  | 18.00                  | 18.00                  | 18.00                  | 18.00                  | —                      | 17.20                  | od 3 IX 2007 do 25 V 2008     | [ 18 ]                 |
| 11.   | 2007/2008 | 3 września 2007  | 22 czerwca 2008  | [ 18 ]        | 18.00                  | 18.00                  | 18.00                  | 18.00                  | 18.00                  | —                      | ok. 18.00              | od 26 V 2008 do 22 VI 2008    | [ 18 ]                 |
| 12.   | 2008/2009 | 1 września 2008  | 21 czerwca 2009  | [ 18 ]        | 18.00                  | 18.00                  | 18.00                  | 18.00                  | 18.00                  | —                      | 18.10                  | od 1 IX 2008 do 21 VI 2009    | [ 18 ]                 |
| 13.   | 2009/2010 | 2 września 2009  | 31 stycznia 2010 | [ 18 ]        | 18.35                  | 18.35                  | 18.35                  | 18.35                  | 18.35                  | —                      | 18.10                  | od 2 IX 2009 do 31 I 2010     | [ 18 ]                 |
| 13.   | 2009/2010 | 1 marca 2010     | 9 kwietnia 2010  | [ 18 ]        | 18.35                  | 18.35                  | 18.35                  | 18.35                  | 18.35                  | —                      | 18.15                  | od 1 III 2010 do 9 IV 2010    | [ 18 ]                 |
| 13.   | 2009/2010 | 24 kwietnia 2010 | 6 czerwca 2010   | [ 18 ]        | 18.35                  | 18.35                  | 18.35                  | 18.35                  | 18.35                  | 17.25                  | 18.15                  | od 24 IV 2010 do 6 VI 2010    | [ 18 ]                 |
| 14.   | 2010/2011 | 6 września 2010  | 29 maja 2011     | [ 18 ]        | 18.35                  | 18.35                  | 18.35                  | 18.35                  | 18.35                  | 17.55                  | 18.25                  | od 6 IX 2010 do 29 V 2011     | [ 18 ]                 |
| 15.   | 2011/2012 | 5 września 2011  | 3 czerwca 2012   | [ 18 ]        | 18.35                  | 18.35                  | 18.35                  | 18.35                  | 18.35                  | —                      | 18.20                  | od 5 IX 2011 do 4 III 2012    | [ 18 ]                 |
| 15.   | 2011/2012 | 5 września 2011  | 3 czerwca 2012   | [ 18 ]        | 18.25                  | 18.25                  | 18.25                  | 18.25                  | 18.25                  | —                      | 18.20                  | od 7 III 2012 do 3 VI 2012    | [ 18 ]                 |
| 16.   | 2012/2013 | 3 września 2012  | 2 czerwca 2013   | [ 18 ]        | 17.25                  | 17.25                  | 17.25                  | 17.25                  | 17.25                  | —                      | 18.20                  | od 3 IX 2012 do 5 VI 2014     | [ 18 ]                 |
| 17.   | 2013/2014 | 1 września 2013  | 5 czerwca 2014   | [ 18 ]        | 17.25                  | 17.25                  | 17.25                  | 17.25                  | 17.25                  | —                      | 18.20                  | od 3 IX 2012 do 5 VI 2014     | [ 18 ]                 |
| 18.   | 2014/2015 | 1 września 2014  | 7 czerwca 2015   | [ 18 ]        | 17.25                  | 17.25                  | 17.25                  | 17.25                  | 17.25                  | —                      | 18.30                  | od 1 IX 2014 do 7 VI 2015     | [ 18 ]                 |
| 19.   | 2015/2016 | 31 sierpnia 2015 | 5 czerwca 2016   | [ 18 ]        | 17.25                  | 17.25                  | 17.25                  | 17.25                  | 17.25                  | —                      | 18.35                  | od 31 VIII 2015 do 4 VI 2017  | [ 18 ]                 |
| 20.   | 2016/2017 | 29 sierpnia 2016 | 4 czerwca 2017   | [ 18 ]        | 17.25                  | 17.25                  | 17.25                  | 17.25                  | 17.25                  | —                      | 18.35                  | od 31 VIII 2015 do 4 VI 2017  | [ 18 ]                 |
| 21.   | 2017/2018 | 28 sierpnia 2017 | 10 czerwca 2018  | [ 18 ]        | 18.55                  | 18.55                  | 18.55                  | 18.55                  | 18.55                  | 18.55                  | 18.40                  | od 28 VIII 2017 do 3 IX 2017  | [ 18 ]                 |
| 21.   | 2017/2018 | 28 sierpnia 2017 | 10 czerwca 2018  | [ 18 ]        | 17.25                  | 17.25                  | 17.25                  | 17.25                  | 17.25                  | 18.55                  | 18.40                  | od 4 IX 2017 do 4 II 2018     | [ 18 ]                 |
| 21.   | 2017/2018 | 28 sierpnia 2017 | 10 czerwca 2018  | [ 18 ]        | 17.25                  | 17.25                  | 17.25                  | 17.25                  | 17.25                  | 17.25                  | 18.40                  | od 5 II 2018 do 10 VI 2018    | [ 18 ]                 |
| 22.   | 2018/2019 | 1 września 2018  | 16 czerwca 2019  | [ 18 ]        | 17.25/30               | 17.25/30               | 17.25/30               | 17.25/30               | 17.25/30               | 17.30                  | 18.30                  | od 1 IX 2018 do 6 I 2019      | [ 18 ]                 |
| 22.   | 2018/2019 | 1 września 2018  | 16 czerwca 2019  | [ 18 ]        | 17.25                  | 17.25                  | 17.25                  | 17.25                  | 17.25                  | 18.35                  | 18.35                  | od 7 I 2019 do 24 II 2019     | [ 18 ]                 |
| 22.   | 2018/2019 | 1 września 2018  | 16 czerwca 2019  | [ 18 ]        | 17.25                  | 17.25                  | 17.25                  | 17.25                  | 17.25                  | 17.30                  | 18.30                  | od 25 II 2019 do 16 VI 2019   | [ 18 ]                 |
| 23.   | 2019/2020 | 7 września 2019  | 11 kwietnia 2020 | [ 19 ]        | 17.30                  | 17.30                  | 17.30                  | 17.30                  | 17.30                  | 17.30                  | 17.30                  | od 7 IX 2019 do 13 X 2019     | [ 19 ]                 |
| 23.   | 2019/2020 | 7 września 2019  | 11 kwietnia 2020 | [ 19 ]        | 17.25                  | 17.25                  | 17.25                  | 17.25                  | 17.25                  | 17.25                  | 18.30                  | od 14 X 2019 do 11 IV 2020    | [ 19 ]                 |
| 23.   | 2019/2020 | 3 maja 2020      | 12 lipca 2020    | [ 19 ]        | 17.25                  | 17.25                  | 17.25                  | 17.25                  | 17.25                  | 17.25                  | 18.30                  | od 3 V 2020 do 28 VII 2020    | [ 19 ]                 |
| 24.   | 2020/2021 | 31 sierpnia 2020 | 6 czerwca 2021   | [ 19 ]        | 17.25                  | 17.25                  | 17.25                  | 17.25                  | 17.25                  | 18.30                  | 18.30                  | od 31 VIII 2020 do 13 IX 2020 | [ 19 ]                 |
| 24.   | 2020/2021 | 31 sierpnia 2020 | 6 czerwca 2021   | [ 19 ]        | 17.25                  | 17.25                  | 17.25                  | 17.25                  | 17.25                  | 17.30                  | 18.30                  | od 14 IX 2020 do 15 XI 2020   | [ 19 ]                 |
| 24.   | 2020/2021 | 31 sierpnia 2020 | 6 czerwca 2021   | [ 19 ]        | 17.15                  | 17.15                  | 17.15                  | 17.15                  | 17.15                  | —                      | 18.30                  | od 16 XI 2020 do 7 III 2021   | [ 19 ]                 |
| 24.   | 2020/2021 | 31 sierpnia 2020 | 6 czerwca 2021   | [ 19 ]        | 17.15                  | 17.15                  | 17.15                  | 17.15                  | 17.15                  | 17.30                  | 18.30                  | od 9 III 2021 do 6 VI 2021    | [ 19 ]                 |
| 25.   | 2021/2022 | 4 września 2021  | 5 czerwca 2022   | [ 19 ] [ 20 ] | 17.15                  | 17.15                  | 17.15                  | 17.15                  | 17.15                  | 17.30                  | 18.30                  | od 4 IX 2021 do 3 X 2021      | [ 19 ]                 |
| 25.   | 2021/2022 | 4 września 2021  | 5 czerwca 2022   | [ 19 ] [ 20 ] | 17.15                  | 17.15                  | 17.15                  | 17.15                  | 17.15                  | 17.30                  | 18.40/50               | od 4 X 2021 do 28 XI 2021     | [ 19 ]                 |
| 25.   | 2021/2022 | 4 września 2021  | 5 czerwca 2022   | [ 19 ] [ 20 ] | 17.15                  | 17.15                  | 17.15                  | 17.15                  | 17.15                  | 17.30                  | 18.30                  | od 29 XI 2021 do 1 V 2022     | [ 19 ]                 |
| 25.   | 2021/2022 | 4 września 2021  | 5 czerwca 2022   | [ 19 ] [ 20 ] | 17.15                  | 17.15                  | 17.15                  | 17.15                  | 17.15                  | 17.30                  | 17.30                  | od 2 V 2022 do 3 III 2023     | [ 19 ]                 |
| 26.   | 2022/2023 | 3 września 2022  | 4 czerwca 2023   | [ 19 ]        | 17.15                  | 17.15                  | 17.15                  | 17.15                  | 17.15                  | 17.30                  | 17.30/35               | od 2 V 2022 do 3 III 2023     | [ 19 ]                 |
| 26.   | 2022/2023 | 3 września 2022  | 4 czerwca 2023   | [ 19 ]        | 17.20                  | 17.20                  | 17.20                  | 17.20                  | 17.20                  | 18.40                  | 18.40                  | od 4 III 2023                 | [ 19 ]                 |
| 27.   | 2023/2024 | 28 sierpnia 2023 | 26 maja 2024     | [ 19 ]        | 17.20                  | 17.20                  | 17.20                  | 17.20                  | 17.20                  | 18.40                  | 18.40                  | od 4 III 2023                 | [ 19 ]                 |
| 28.   | 2024/2025 | 31 sierpnia 2024 | 8 czerwca 2025   | [ 19 ] [ 17 ] | 17.20                  | 17.20                  | 17.20                  | 17.20                  | 17.20                  | 18.40                  | 18.40                  | od 4 III 2023                 | [ 19 ]                 |

We wrześniu 2018 nadawca zaczął udostępniać bieżące odcinki programu w serwisie wideo na życzenie TVP VOD (po ich pierwszej emisji telewizyjnej, w trakcie ich pierwszej emisji telewizyjnej lub w momencie planowego rozpoczęcia ich pierwszej emisji telewizyjnej).
Odwołane emisje programu
Wielokrotnie, z różnych przyczyn, odwoływano emisję programu. Główne powody to między innymi: dni świąteczne (w szczególności Wielki Piątek, Wielka Sobota i Wszystkich Świętych), żałoba narodowa, Igrzyska Olimpijskie, skoki narciarskie, mecze siatkówki i piłki nożnej, pielgrzymki papieża Jana Pawła II, transmisje wydarzeń kulturalnych. Z powodu pandemii COVID-19 i związanych z nią ograniczeń odwołano emisję odcinków w okresie 6–9 kwietnia i 12 kwietnia–2 maja 2020.
Ponadto z powodu nieporozumień związanych z prawami autorskimi reżysera teleturnieju, Marka Bika, Telewizja Polska nie wyemitowała odcinka o numerze produkcyjnym 4257 (choć widnieje on w programie dla prasy w godzinach nocnych).

## Oprawa muzyczna

### Zespoły muzyczne
W programie od samego początku zawodnikom towarzyszy zespół muzyczny, który interpretuje utwory wykonywane w programie.
Od września 1997 do lutego 1998 występował zespół J.J. Combo.
Od marca 1998 do listopada 2004 za występy muzyczne odpowiadał zespół AKT w składzie:
- Zbigniew Kaute – gitara,
- Joachim Perlik – fortepian, instrumenty klawiszowe,
- Anna Andrzejewska – śpiew, saksofon, flet,
- Eugeniusz Posadzy – saksofon (do grudnia 1999),
- Janusz Pryka (od stycznia 2000),
- Wiesław Helman – multiinstrumentalista, m.in. fortepian, trąbka (marzec 1998–grudzień 1999);
- podczas nagrań telewizyjnych w zespole grali również:
  - Arkadiusz Nowakowski (styczeń 2000–marzec 2002),
  - Eugeniusz Posadzy – saksofon (kwiecień 2002–luty 2004),
  - Katarzyna Stroińska – fortepian (listopad 2002–listopad 2004),
  - Paweł Pełczyński (marzec 2004–listopad 2004).

Od listopada 2004 do września 2005 grał zespół pod kierownictwem Zygmunta Kukli w składzie:
- Zbigniew Kaute – gitara,
- Robert Osam – fortepian,
- Adam Kram – perkusja,
- Dariusz Janus – instrumenty klawiszowe,
- Paweł Pełczyński.

Od września 2005 do czerwca 2018 w zespole towarzyszącym artystom podczas programu grali:
- Dariusz Janus – kierownik zespołu do listopada 2012,
- Tomasz Filipczak – kierownik zespołu od grudnia 2012,
- Zbigniew Kaute[n],
- Adam Kram,
- Paweł Pełczyński,
- Lena Zuchniak,
- Alicja Szlempo-Skórkiewicz,
- Fabian Włodarek,
- Robert Osam (od października 2005),
- Katarzyna Stroińska (od października 2005),
- Michał Polubiec (od 2007).

Od września 2018 w skład zespołu wchodzili:
- Lena Zuchniak – saksofon / fortepian (do czerwca 2020),
- Alicja Skórkiewicz – saksofon,
- Fabian Włodarek – instrumenty klawiszowe,
- Andrzej Jaworski (od października 2018) – gitara,
- Mateusz Tomaszewski (październik 2018–czerwiec 2021) – bas,
- Dagmara Jaworska (od października 2018) – chórek,
- Adam Kram – perkusja,
- Tomasz Pacak (od października 2018) – chórek, instrumenty klawiszowe,
- Adam Bieranowski (od września 2021) – bas;
- od września 2019 w napisach końcowych w sekcji oprawa muzyczna, aranżacje wymieniano również RBand, czyli: 
  - Piotr Matysik – fortepian,
  - Piotr Winnicki – gitara,
  - Filip Sojka – gitara,
  - Łukasz Marek – perkusja,
  - Paweł Skiba (od października 2019 do ok. 2020) – chórek, gitara,
  - Dariusz Polubiec (od ok. 2020),
  - Chris Aiken (od ok. 2020).

Na początku nagrań w czasie pandemii COVID-19 powołano Super Band (pozostał on także w kolejnych latach), który przygrywa fragmenty utworów po niektórych odpowiedziach zawodników. Tworzą go: Piotr Matysik (fortepian), Hubert Sobiecki (saksofon) i wokalistka: Kasia Dereń (maj 2020–kwiecień 2021), Aleksandra Radwan (od września 2020). Wraz z powrotem Janowskiego do roli prowadzącego (2024) zespół w studiu przestano nazywać Super Bandem (po kilku miesiącach nadano mu nazwę Ozzi Band), a ponadto dołączyli do niego: Bartek Grzanek (gitara i wokal), Konrad Kiełbasa-Łyko i Wojciech Stanisz (gitara basowa) oraz Adam Kram i Rafał Inglot (perkusja).
Ponadto w okresie maj 2020–maj 2024 (według dat emisji) Super Bandowi towarzyszył DJ Adamus, który przedstawiał ciekawostki muzyczne oraz fragmenty oryginalnych i zremiksowanych wykonań utworów.

### Grupa wokalna

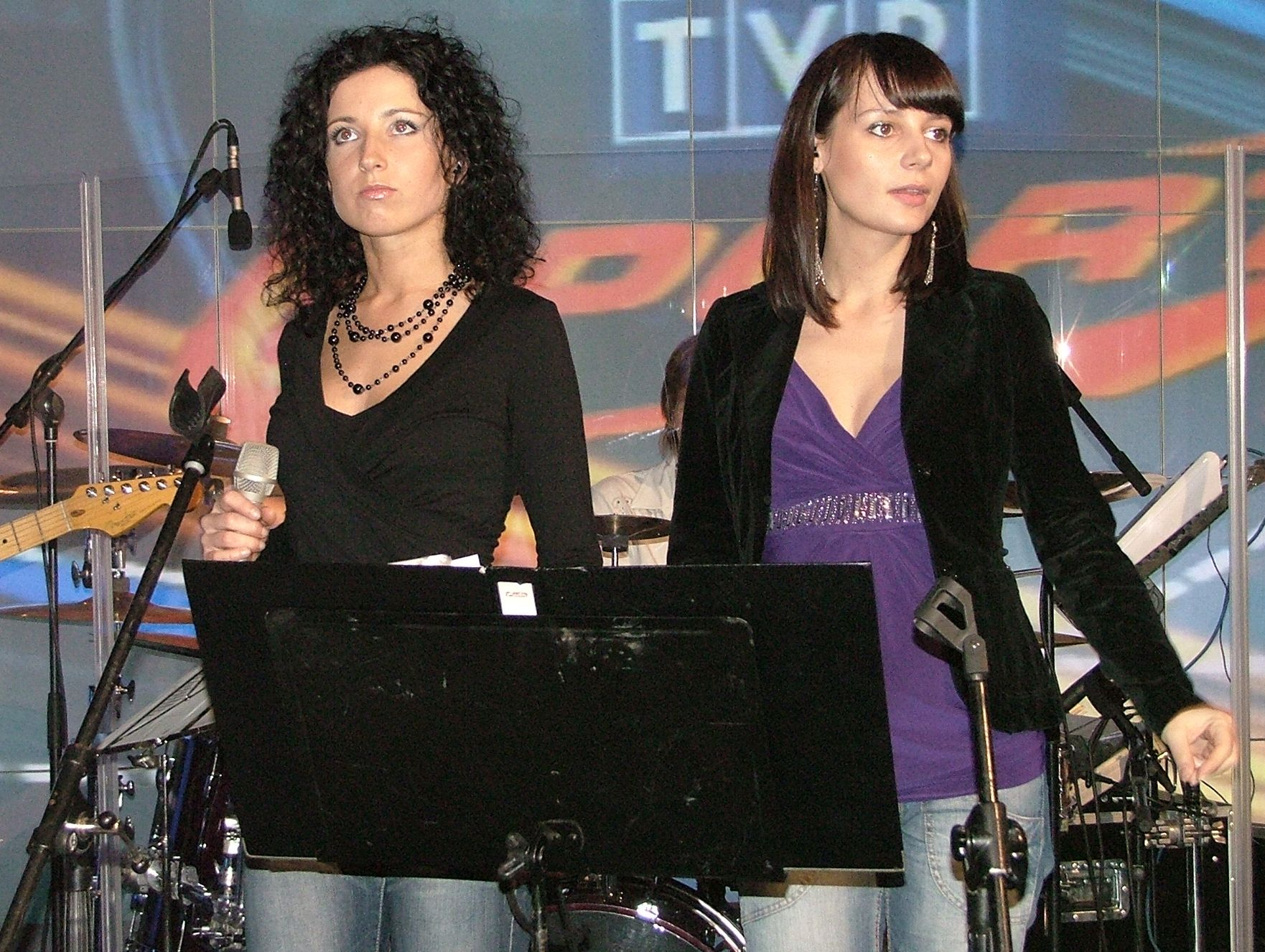
Wieloletnie wokalistki programu: Agata Dąbrowska i Aneta Figiel

Od sierpnia 2000 utwory w programie wykonuje prowadzący lub grupa wokalna, która kilkakrotnie zmieniała swój skład. Każdy z członków śpiewa również indywidualnie piosenki, jak i we wszystkich możliwych układach osobowych. W skład zespołu wchodzą lub wchodzili:
- w latach 1997–2000:
  - Robert Janowski,
  - Katarzyna Żak;
- w latach 2000–2003:
  - Robert Janowski,
  - Agnieszka Janas,
  - Aleksandra Chodak,
  - Anna Świątczak (2003),
  - Dorota Jarema (lipiec 2003);
- w latach 2003–2018:
  - Robert Janowski,
  - Aneta Figiel,
  - Agata Dąbrowska,
  - Magdalena Tul,
  - Grzegorz Wilk,
  - Michał Rudaś (2004–2009),
  - Paweł Hartlieb (2004–2005),
  - Lena Zuchniak (od 2005),
  - Robert Osam (od 2005),
  - Jarosław Weber (2005–2009),
  - Patrycja Kaczmarska (2008),
  - Marcin Mroziński (od 2009),
  - Zbigniew Fil (2009–2017),
  - Marcin Jajkiewicz (od 2011),
  - Anna Świątczak (2011),
  - Sabina Jeszka (od 2013),
  - Michał Grobelny (2014–2017),
  - Marek Kaliszuk (od 2015),
  - Filip Lato (od 2017).

Często w programie gościnnie występują bądź występowali również m.in.: Natasza Urbańska, Patricia Kazadi, Mateusz Ziółko, Stefano Terrazzino, Monika Ambroziak, Monika Urlik i Bilguun Ariunbaatar.
Od sezonu 2018/2019 nie ma stałej grupy wokalnej, która byłaby głównym wykonawcą piosenek. Utwory wykonują zazwyczaj ich twórcy (piosenkarze, zespoły – zarówno polscy, jak i zagraniczni), prowadzący (od września 2019) lub powracający goście, a wśród nich m.in.: Marek Kaliszuk, Filip Lato, Stefano Terrazzino, Aleksandra Szwed, Magdalena Wasylik, Magdalena Waligórska-Lisiecka, Elżbieta Romanowska, Filip Gurłacz, Dagmara Bryzek, Monika Jarosińska, Katarzyna Glinka, Kasia Moś, Cleo, Anna Dereszowska, Kuba Szmajkowski, Karolina Stanisławczyk, Dagmara Jaworska, Tomasz Pacak, Paweł Skiba i Jakub Dobrzański. Wybrane piosenki wykonywali często także prezenterzy znani z produkcji TVP (głównie w okresie po zmianie reżysera teleturnieju w 2020), m.in. Elżbieta Jaworowicz, Marta Kielczyk, Agnieszka Oszczyk i Izabella Krzan. W roku 2024, po zmianie prowadzącego, do programu powrócili m.in. Michał Rudaś i Michał Grobelny.

### Goście specjalni programu
Od początku emisji programu, tj. od września 1997, w teleturnieju gościnnie zaśpiewało wiele artystów polskiej oraz zagranicznej sceny muzycznej, m.in.: Patricia Kaas, Helena Vondráčková, Kate Ryan, Dave Grohl, In-Grid, Brainstorm, Boney M., Afric Simone, Akcent, Katerine, Bonnie Tyler, Drupi, Thomas Anders (z zespołu Modern Talking), Europe, Bad Boys Blue, Danzel, Londonbeat, No Mercy, Pauline, Basshunter, Arash, Dr. Alban, Alphaville, Garou, Lutricia McNeal, Lou Bega, Belinda Carlisle, Tanita Tikaram, Demis Roussos, The Baseballs, Paolo Cozza, Velvet, Vitas, Oceana, Jason Donovan, Rick Astley, Simply Red, Red Box, Atomic Kitten, Opus, Lukas Meijer, Limahl, Olivia Addams, Sandra, Samantha Fox, Ricchi e Poveri, Al Bano i Romina Power, Alizee, Frans, Toto Cutugno, Zucchero, Álvaro Soler, Danny Saucedo, Måns Zelmerlöw, Pedro Santana, Senhit, Shanguy, Arrival from Sweden, Sophie Ellis-Bextor i Anastacia.
Wśród polskich wykonawców, którzy zaprezentowali się na scenie teleturnieju, znaleźli się m.in.: Irena Jarocka, Halina Frąckowiak, Sława Przybylska, Bohdan Łazuka, Irena Santor, Zbigniew Wodecki, Bogusław Mec, Jakub Wocial, Krystyna Giżowska, Krzysztof Krawczyk, Wojciech Gąssowski, Andrzej Rosiewicz, Alicja Majewska, Ewa Bem, Maryla Rodowicz, Piotr Szczepanik, Kayah, Urszula, Andrzej Sikorowski, Jacek Lech, Danuta Rinn, Danuta Błażejczyk, Krystyna Prońko, Eleni, Krystyna Giżowska, Magda Steczkowska, Justyna Steczkowska, Małgorzata Ostrowska, Grzegorz Markowski, Patrycja Markowska, Beata Kozidrak, Ewa Kuklińska, Maciej Maleńczuk, Maciej Miecznikowski, Małgorzata Walewska, Michał Bajor, Michał Szpak, Barbara Kurdej-Szatan, Rafał Szatan, Włodzimierz Nahorny, Marek Torzewski, Bogusław Morka, Stanisław Sojka, Robert Rozmus, Ryszard Rynkowski, Witold Paszt, Andrzej Rybiński, Andrzej Piaseczny, Agnieszka Włodarczyk, Anna Dereszowska, Anna Jurksztowicz, Anna Wyszkoni, Ania Rusowicz, Ania Dąbrowska, Ania Karwan, Edyta Górniak, Halina Mlynkova, Honorata Skarbek, Julia Pietrucha, Jula, Patricia Kazadi, Izabela Trojanowska, Grzegorz Hyży, Mateusz Ziółko, Marcin Sójka, Marcin Maciejczak, Marek Piekarczyk, Sławek Uniatowski, Stachursky, Kasia Moś, Kasia Cerekwicka, Katarzyna Skrzynecka, Katarzyna Zielińska, Katarzyna Glinka, Maja Hyży, Daria Marx Marcinkowska, Dorota „Doda” Rabczewska, Ewa Farna, Ewelina Lisowska, Sylwia Grzeszczak, Natalia Szroeder, Natalia Niemen, Natalia Kukulska, Natalia Krakowiak, Natasza Urbańska, Margaret, Sarsa, Paulla, Lanberry, Cleo, Joanna Moro, Gosia Andrzejewicz, Blanka Stajkow, Włodek Pawlik, Mezo, Liber, Janusz Radek, Kamil Bednarek, Artur Chamski, Łukasz Zagrobelny, Jan Majewski, Jan Traczyk, Filip Gurłacz, Felicjan Andrzejczak, Kacper Kuszewski, Tadeusz Seibert, Iwan Komarenko, Czadoman, Sławomir, Kajra, Zenon Martyniuk, Michał Wiśniewski, Filip Lato, Roksana Węgiel, Viki Gabor, Ala Tracz, Laura Bączkiewicz, Dawid Kwiatkowski, Krystian Ochman, Krzysztof Cugowski, Piotr Cugowski, Wojciech Cugowski i Chris Cugowski, a także zespoły: Kabaret OT.TO, O.N.A., Krywań, Blue Café, Brathanki, Red Lips, Skaldowie, Budka Suflera, Leszcze, Trubadurzy, Ira, Czarno-Czarni, Big Cyc, Kombii, Kombi, Łzy, Łobuzy, Cugowscy, Bracia, Pectus, Feel, Wanda i Banda, Manchester, Mazowsze, Wawele, Warszawska Orkiestra Sentymentalna, Golden Life, De Mono, Loka, Golec uOrkiestra (także z Gromeem), Ivan i Delfin, Ich Troje, Akcent, Boys, Classic, Enej, Future Folk, Weekend, Bayer Full, Vox, Video, Czerwone Gitary, Sound’n’Grace, Komodo, Piękni i Młodzi, Playboys, LemON, InoRos, Zakopower i Tulia.
Na scenie programu swoje umiejętności wielokrotnie pokazywali również tancerze, m.in. Justyna i Christopher Hawkinsowie, Anna Głogowska, Jan Kliment, Rafał Maserak, Tomasz Barański, Dorota Thomas i Michał Szuba. Wśród występujących zespołów tanecznych znalazły się grupy: „Volt” Agustina Egurroli, „Ego” Michała Szuby, „Next” Tomasza Barańskiego, „Santi Bello Group” Santiago Bello Labradora i „The Ones by Robert Kochanek”.

## Zwycięzcy ważniejszych odcinków

### Zwycięzcy finałów roku
Od 2003 rozgrywany jest tzw. finał roku, w którym bierze udział trzech najlepszych uczestników z danego roku kalendarzowego. Zwycięzcami zostali:
- 2003 – Emilia Zimnica-Kuzioła z Grotnik (wygrana), Marek z Milanówka (awans do finału odcinka, nagroda główna niezdobyta)[q],
- 2004 – Anna Stokowska-Mech z Międzyborowa,
- 2005 – Artur Rosiński z Żyrardowa[78],
- 2006 – Zbigniew Wyszyński z Białegostoku[79],
- 2007 – Danuta Czubińska z Łodzi,
- 2008 – Paweł Dzikowski z Poznania[80],
- 2009 – Grzegorz Pająk z Bielska-Białej[81],
- 2010 – Grzegorz Tabaczuk z Nedeżowa[66],
- 2011 – Emilia Niedziela z Łodzi[82],
- 2012 – Paweł Dzikowski z Poznania[80],
- 2013 – Anna Siliczak z Radzynka,
- 2014 – Mateusz Rozmiarek z Poznania[83],
- 2015 – Andrzej Lenartowicz z Kielc,
- 2016 – Barbara Matoga z Sieprawia,
- 2017 – Paulina Siodłowska z Kalisza Pomorskiego,
- 2018 – Piotr Dudkiewicz z Włoszczowy[84][85],
- 2019 – Michał Telak z Wyszkowa[86][87],
- 2020 – Paulina Belgraf z Gdyni[88][89],
- 2021 – Kamil Żebracki z Nowodworu[90][91],
- 2022 – Monika Łabędź z Warszawy (awans do finału odcinka, nagroda główna niezdobyta)[92][93],
- 2023 – Krzysztof Supera z Drzewiec (awans do finału odcinka, nagroda główna niezdobyta)[94][95],
- 2024 – Wojciech Szczepański z Warszawy (awans do finału odcinka, nagroda główna niezdobyta)[96][97].

### Turniej z okazji 10-lecia programu
Z okazji 10-lecia teleturnieju od 5 listopada do 26 grudnia 2007 odbywały się jubileuszowe rozgrywki, do których twórcy programu dobrali najbardziej rozpoznawalnych uczestników w dziesięcioletniej historii programu. Jubileuszowe odcinki nadawano w niedzielę. W turnieju udział wzięli:
- Adam Czyszczoń z Mysłowic,
- Dariusz Godoś z Krakowa,
- Sergiusz Matuszczyk ze Słupska,
- Magdalena Niewielska z Płocka,
- Artur Rosiński z Żyrardowa,
- Krzysztof Supera z Drzewiec,
- Joanna Szymańska (de domo Szajter) z Ochab,
- Jacek Tymiński z Bytomia,
- Emilia Zimnica-Kuzioła z Grotnik.

Nagrodą główną turnieju był samochód osobowy. Finał dekady wygrał Sergiusz Matuszczyk ze Słupska.

### Turniej z okazji 10-lecia obecności Polski w Unii Europejskiej
Z okazji 10-lecia przystąpienia Polski do Unii Europejskiej, w dniach 2–5 czerwca 2014 odbył się turniej miast, które najbardziej rozwinęły się dzięki dofinansowaniom unijnym. Do gry zaproszono dziewięciu najlepszych zawodników w historii teleturnieju. Udział wzięli:
- Mariusz Jakubowski z Katowic,
- Tadeusz Ligas z Rzeszowa,
- Monika Łabędź z Warszawy,
- Anna Łabieniec z Białegostoku,
- Joanna Rogalewska z Gdańska,
- Mateusz Rozmiarek z Poznania,
- Maciej Szymański z Krakowa,
- Barbara Wrzaszczyk z Wrocławia,
- Gabriela Zawieja z Łodzi.

Wszyscy zawodnicy zostali uhonorowani Medalami im. Fryderyka Chopina za krzewienie kultury polskiej, przyznanymi przez Ruch Piękniejsza Polska oraz Ministra Kultury i Dziedzictwa Narodowego Bogdana Zdrojewskiego. Turniej wygrała Monika Łabędź z Warszawy.

### Odcinek specjalny z okazji 20-lecia programu
15 października 2017 wyemitowany został odcinek specjalny z okazji 20-lecia programu. Udział wzięli uczestnicy urodzeni w 1997. Na widowni znaleźli się najlepsi zawodnicy z przeciągu trwania wszystkich sezonów. Jego zwycięzcą został Łukasz Martyna ze Skawiny.

## Oglądalność w telewizji linearnej
Na podstawie badań przeprowadzonych przez Nielsen Audience Measurement. Podane liczby dotyczą wyłącznie oglądalności premier telewizyjnych, nie uwzględniając powtórek, wyświetleń w serwisach wideo na żądanie itp.
Najwyższą w historii oglądalność miał odcinek nadany w 1998 – jego widownia przekroczyła 8 mln osób.
Według danych z 2017, wiosenne odcinki 20. sezonu programu przyciągały średnio 1,91 mln telewidzów. Największą popularnością cieszyły się niedzielne wydania teleturnieju. 21. sezon programu (2017/2018) oglądało średnio 1,86 mln widzów. Tak jak wcześniej, najlepsze notowania zdobywały specjalne, niedzielne wydania teleturnieju.
W sezonie 2018/2019, kiedy prowadzącym teleturniej był Norbi, średnia oglądalność widowiska wynosiła 1,49 mln widzów, tj. o ok. 370 tys. mniej niż w poprzednim sezonie. Najchętniej oglądanym odcinkiem w sezonie (2,74 mln widzów) był finał roku 2018 (wyemitowany 1 stycznia 2019).
Po kolejnej zmianie prowadzącego średnia widownia wydań sprzed przerwy spowodowanej pandemią COVID-19 wzrosła do 1,67 mln. Dzięki temu Jedynka była liderem w paśmie emisji „Jakiej to melodii?”. Trzy najlepsze wyniki osiągnęły odcinki wyemitowane: 24 listopada 2019 r. (po konkursie Eurowizji Junior, 2,96 mln widzów), 1 stycznia 2020 (finał roku 2019, 2,72 mln widzów), 31 grudnia 2019 (finał grudnia, 2,45 mln widzów).
Średnia widownia odcinków sezonu 2020/2021 (w całości realizowanej w czasie pandemii) wyniosła 1,53 mln osób. Dwukrotnie widownia pojedynczego odcinka przekroczyła próg 2,5 mln widzów: 1 stycznia i 10 lutego 2021.
Średnia widownia premierowych odcinków teleturnieju wyemitowanych w okresie od 3 września do 9 października 2022 wyniosła 1,08 mln osób (12,7% udziału w rynku w paśmie); w okresie o miesiąc dłuższym – od 3 września do 16 listopada 2022 roku – 1,16 mln (12,8%). W okresie od 28 sierpnia do 16 listopada 2023 widownia programu wynosiła średnio 930 tys. osób (10,2% udziału w paśmie); ponad 70% widowni stanowiły osoby, które ukończyły 60. rok życia. Widownia telewizyjna programu między 1 stycznia a 4 kwietnia 2024 wynosiła średnio 946 tys. osób (9,3% udziału w paśmie).
W sezonie 2024/2025 teleturniej oglądało średnio 843 tys. widzów (SHR: 8,6%).

## Nagrody
W 2008 teleturniej otrzymał Laur Klienta. W latach 2010–2012 program otrzymał Telekamerę w kategorii Teleturniej / Program rozrywkowy, w wyniku czego w 2013 przyznano mu Złotą Telekamerę. Realizatorów programu uhonorowano także nagrodą ZAiKS-u za popularyzację polskiej muzyki rozrywkowej, a ponadto Wiktorami i Telekamerami (w tym Janowskiego Złotą Telekamerą w 2009).

## Informacje dodatkowe
Pierwszym reżyserem programu był Zbigniew Proszowski, następnie przez wiele lat funkcję tę pełnił Marek Bik. Producentem wykonawczym teleturnieju do 2018 była firma Media Corporation utworzona przez Józefa Węgrzyna, a od września 2018 produkcją zajmuje się ZPR Media.
Program jest nagrywany z okołotrzytygodniowym wyprzedzeniem. Nagrania odbywają się dwuetapowo – występy muzyczne wokalistów i gości muzycznych zwyczajowo nagrywane są kilka dni w miesiącu, a część quizowa kręcona jest pięć dni w miesiącu, a każdego dnia rozgrywanych jest pięć lub sześć gier.
W 2004 program pojawił się w nowej odsłonie, w przebudowanym studio, z odświeżoną oprawą i nową orkiestrą.
W 2007 nagrano jubileuszową piosenkę programu, do której słowa napisał Jacek Cygan, a muzykę skomponował Dariusz Janus. Bezpośrednie nawiązanie do programu Jaka to melodia? występuje także w piosence „Świąteczna melodia” Rafała Brzozowskiego – jej premiera odbyła się 6 grudnia 2019 na początku jednego z odcinków teleturnieju.
W czerwcu 2017 Telewizja Polska poinformowała, że wykupiła licencję na polską wersję lokalną teleturnieju.
21 października 2017 w Warszawie odbył się koncert jubileuszowy z okazji 20-lecia teleturnieju. Dzień później koncert ten nadano na antenie TVP1.
W 2018 ogłoszono, że formuła programu zostanie zmieniona. Po zapoznaniu się ze zmianami Robert Janowski zrezygnował z funkcji prowadzącego, a jego miejsce zajął Norbert „Norbi” Dudziuk. Z programem pożegnała się również część ekipy, m.in. wykonawcy utworów: Aneta Figiel, Magdalena Tul. Na początku 22. serii w studio zmieniono niektóre elementy scenografii oraz zmodyfikowano kilka zasad teleturnieju.
Od września 2018 do kwietnia 2020 część odcinków specjalnych przebiegała w innej formule: czterech gości (początkowo zwykłych uczestników, potem głównie celebrytów) dzielono na dwie drużyny. W pierwszych dwóch rundach uczestnicy grali w parach, do trzeciej rundy wybierano po jednym reprezentancie, a w finale grał jeden zawodnik (reprezentował swoją drużynę).
W okresie, gdy program prowadził Norbi, zawodników przedstawiał lektor, a po każdej rundzie (także po finale) pokazywano nagrane po grze wypowiedzi zawodników. Wraz z rozpoczęciem sezonu 2019/2020 zrezygnowano z wypowiedzi zawodników, a także z lektora (obecnie jego głos można usłyszeć tylko w odcinkach weekendowych, w których wygrane przeznaczane są na cel charytatywny; zawodników przedstawia prowadzący, ale w maju 2020 przedstawiającego lektora przywrócono na kilka standardowych wydań); ponadto zmieniono tło muzyczne w trakcie witania się z widzami i uczestnikami.
W marcu 2020 Telewizja Polska podjęła decyzję o zawieszeniu realizacji teleturnieju na czas nieokreślony z powodu rozprzestrzeniania się koronawirusa SARS-Cov2 w Polsce i wprowadzonego w kraju stanu epidemii. Ostatni przed przerwą premierowy odcinek programu TVP1 wyemitowała w sobotę, 11 kwietnia. Nowe odcinki powróciły na antenę 3 maja tego samego roku. Nagrania audycji zaczęto przeprowadzać bez udziału publiczności, a pulpity zawodników rozstawiono w większych odstępach – tak, aby zachować wymogi sanitarne.
W odcinku wyemitowanym 14 października 2012 Tomasz Bednarek ustanowił rekord czasowy odgadnięcia wszystkich siedmiu finałowych zagadek poprawnie – trzy sekundy. W odcinku nadanym 1 marca 2024 Karol Fedoruk z Białej Podlaskiej wyrównał ten rekord.